# Comesperma apyllum
Comesperma apyllum là một loài thực vật có hoa trong họ Polygalaceae. Loài này được R.Br. ex Benth. mô tả khoa học đầu tiên năm 1863.